# تارفال
تارفال  هي، تقع في الرأس الأخضر، بلغ عدد سكانها 18,561  نسمة، عاصمتها Tarrafal, Cape Verde ‏.

## الموقع
تشترك في الحدود مع:
- São Miguel, Cape Verde [الإنجليزية]‏
- سانتا كاتارينا  [لغات أخرى]‏.

## مدن توأم
المدن التوأم:
- نيسا (البرتغال)
- Grândola [الإنجليزية]‏.